# Halvenkel modul
Inom ringteorin är en (vänster- eller höger)modul en halvenkel modul  om varje element i modulen är en summa av element som ligger i enkla delmoduler. Därför är varje enkel modul halvenkel, men det finns halvenkla moduler som inte är enkla. Halvenkla moduler kan också karakteriseras på flera andra ekvivalenta sätt; se nedan. En ring som är halvenkel som modul över sig själv kallas en halvenkel ring.

## Exempel
- Varje linjärt rum är halvenkelt (som modul över sin kropp av skalärer).
- En abelsk grupp är halvenkel som modul över Z precis om varje element i gruppen har en ordning som är en produkt av ändligt många (noll eller flera) olika primtal.
- varje nollmodul är halvenkel, eftersom den är en tom summa av sina enkla delmoduler.

## Ekvivalenta definitioner
Låt A vara en unitär ring, och M vara en vänstermodul över A. De följande utsagorna om M är logiskt ekvivalenta; det vill säga, antingen är alla sanna eller alla falska (för just den modulen). Man kan använda vilken som helst av utsagorna som definition på att M är halvenkel, och får ändå väsentligen samma innebörd, för om en utsaga är sann så är alla sanna. I olika böcker har författaren valt olika utsagor som definition.
1. Varje element i M är en summa av ändligt många element som ligger i enkla delmoduler av M.
2. M = Soc M, där Soc M är sockeln av M, alltså summan av alla enkla delmoduler till M.
3. Ingen äkta delmodul till M innehåller varje enkel delmodul till M.
4. M är summan av vissa av sina enkla delmoduler.
5. M är en (inre) direkt summa av enkla delmoduler.
6. Varje delmodul till M är en direkt summand till M; så att om L är en delmodul av M så finns det en delmodul N, sådan att L + N = M men L ∩ N = 0.
7. Varje kort exakt följd 0 → M' → M → M'' → 0 splittras.

### Orsaker till ekvivalenserna
De första fyra villkoren är logiskt sett nästan omformuleringar av varandra, och inses lätt vara ekvivalenta. Detsamma gäller de två sista villkoren, eftersom den korta exakta följden splittras precis om bilden av M' är en direkt summand i M. Det är vidare klart att villkor 5 medför villkor 4, eftersom en inre direkt summa av delmoduler är ett specialfall av en summa av delmoduler. Det återstår två implikationer som är litet krångligare att visa. För att visa att villkor 4 medför att utsaga 6 gäller för en bestämd delmodul, amvänder man först Zorns lemma för att visa att det finns en maximal delmodul som har trivial skärning med den givna modulen, och visar sedan att deras summa är hela modulen. Slutligen kan man vis att villkor 6 medför villkor 5 genom att ytterligare ett Zorns lemma-argument visar att det finns en "maximal direkt delsumma", och sedan visa att denna måste omfatta hela modulen.

#### Detaljer
Varning: Det följande avsnittet innehåller många tekniska detaljer, som kan vara svåra att följa för läsare utan större vana av matematisk bevisföring.
{\displaystyle 6\iff 7} samt {\displaystyle 4\implies 3} motiverades ovan.
Att villkor 1 till 4 är ekvivalenta: Sockeln är summan av alla enkla delmoduler till M, och det betyder definitionsmässigt att sockeln består av de x ∈ M som kan skrivas som ändliga summor av element ur enkla delmoduler. Vidare är en summa av delmoduler den minsta delmodulen som innehåller alla summander. Slutligen är sockeln summan av vissa av delmodulerna, om man väljer "vissa" = "samtliga"; och omvänt så är alltid summan av vissa enkla delmoduler innehållen i summan av samtliga.
Att villkor 4 medför villkor 6: Utsaga 4 innebär att det finns en familj {\displaystyle {\mathcal {F}}=(S_{i})_{i\in I}} av enkla delmoduler till M, sådan att
{\displaystyle M=\sum _{i\in I}S_{i}}.
Låt nu L vara en godtycklig delmodul av M. Vi skall visa att det då också finns en delmodul N av M, sådan att M är den inre direkta summan av L och N, vilket betyder att L + N = M men L ∩ N = 0. (Här står 0 för nolldelmodulen av M, som formellt korrektare borde skrivas {0}.) Man gör detta genom att visa att det finns en delfamilj av {\displaystyle {\mathcal {F}}}, sådan att summan av de enkla delmodulerna i delfamiljen duger som N. Den intuitiva idén är att man lägger till en enkel modul i taget, tills man har "byggt upp" hela N. Eftersom indexmängden I kan vara godtyckligt stor, får man vara litet försiktig med detaljerna, och det formella beviset blir rätt tekniskt.
Formellt gör man så här: Låt P vara mängder av alla sådana delmängder J till indexmängden I som uppfyller att
{\displaystyle L\cap \sum _{i\in J}S_{i}=0}.
- P tillsammans med delmängdsrelationen {\displaystyle \subseteq } är en partialordnad mängd.
- P är icke-tom, därför att den tomma mängden är ett element i P, därför att den definierar en tom summa:

{\displaystyle \sum _{i\in \emptyset }S_{i}=0}.
- Om P' är en ordnad delmängd av P, så är unionen av alla elementen i P' ett element i P. (Detta kräver egentligen också ett litet argument.)

Zorns lemma säger just att partialordnade mängder med precis dessa egenskaper har maximala elememt, så P måste innehålla en delmängd J av I som är sådan att ingen äkta övermängd till J ligger i P. Sätt nu
{\displaystyle N=\sum _{i\in J}S_{i}}.
Eftersom J ∈ P är L ∩ N = 0. Det återstår att visa att L + N = M. Eftersom M är den minsta delmodulen av M som omfattar Si för varje i ∈ I, räcker det att visa att varje sådant Si är en delmodul av L + N. Nu är ju Si en enkel modul, och Si ∩ ( L + N ) är en delmodul av Si, och alltså antingen nollmodulen eller hela Si. Nollmodulen kan det inte vara, därför att i så fall skulle den äkta övermängden J ∪ { i } till J vara ett element i P. Alltså är Si ∩ ( L + N ) = Si, vilket precis betyder att Si är en delmodul av L + N, vilket var det som behövdes för att visa implikationen.
Att villkor 6 medför villkor 5: Beviset påminner litet om det föregående. Man använder först Zorns lemma för att visa ungefär att det finns en maximal delmodul av M som kan skrivas som en direkt summa av enkla delmoduler, och sedan visar man medelst ett motsägelsebevis att den delmodulen måste vara hela M.
Formellt gör man så här: Låt Q vara mängden av alla sådana delmängder H till mängden {\displaystyle {\mathcal {S}}} av alla enkla delmängder av M som uppfyller att summan av alla element i H är en inre direkt summa. Q är partialordnad under mängdinklusion; Q är icke-tom därför att Ø ∈ Q; och unionen av elementen i en godtycklig ordnad delmängd av Q ligger i Q, så Zorns lemma kan tillämpas, och ger att Q innehåller någon delmängd H av {\displaystyle {\mathcal {S}}} som är sådan att ingen äkta övermängd till H ligger i Q. Sätt nu
{\displaystyle L=\bigoplus _{E\in {\mathcal {S}}}E}.
Enligt villkor 6 finns också en delmodul N till M, sådan att L + N = M men L ∩ N = 0. N kan nu inte innehålla någon enkel delmodul, för om S vore en enkel delmodul av N så skulle den äkta övermängden H { S } till H vara ett element i Q. Detta kan användas för att med hjälp av ett motsägelsebevis visa att N = 0. Det betyder att M = L + 0 = L, det vill säga just att M är en sådan direkt summa som anges i utsaga 6.
Motsägelsebeviset går till så här: Antag motsatsen, alltså att det skulle finnas ett x ∈ N med x ≠ 0. Låt i så fall C = Ax ≠ 0 vara den cykliska delmodul av M, som genereras av x. C skulle ha någon maximal äkta delmodul, som vi kunde kalla för D. På grund av villkor 6 skulle det finnas en delmodul F till M, sådan att D + F = M men D ∩ F = 0. Sätt S = F ∩ C. Då vore S ∩ C = 0, men dessutom måste S ≠ 0. Eftersom x ∈ M = D + F måste nämligen det finnas ett y ∈ D och ett z ∈ F, sådana att x = y + z; och eftersom D vore en äkta delmängd av C måste z = x - y ∈ C men z ≠ 0, så att z skulle vara ett nollskilt element i S. Då måste S antingen vara en enkel modul, vilket strider mot att N saknar enkla delmoduler; eller så skulle D plus någon icke-trivial äkta delmodul av S vara en övermodul till D men en äkta delmodul av C, vilket strider mot maximaliteten av D. I vilket fall finge vi en motsägelse. Därför måste antagandet att N ≠ 0 vara falskt. Alltså måste i stället N = 0, vilket var det sista som krävdes för att ha visat att utsagan 5 är sann.

## Egenskaper
(* Varje nollskild halvenkel modul innehåller minst en enkel delmodul.)
- Varje delmodul och varje kvotmodul till en halvenkel modul är halvenkel. Med andra ord, om M är halvenkel och L är en delmodul av M, så är både L och M / L halvenkla.
- Varje direkt summa av halvenkla moduler är halvenkel. Med andra ord, om I är en godtycklig indexmängd och (Mi)i∈I är en godtycklig familj av halvenkla moduler över någon ring A, så är också den direkta summan {\displaystyle \bigoplus \limits _{i}M_{i}} en halvenkel A-modul.

### Isotypiska komponenter
Låt M vara en halvenkel modul, och betrakta mängden S av alla enkla delmoduler till M. Eftersom modulisomorfi är en ekvivalensrelation på mängden S, sönderfaller S i ekvivalensklasser Si : i ∈ I för någon lämplig indexmängd I. En enkel M-delmodul E i  Sj och en enkel M-delmodul i Sk är alltså isomorfa om och endast om j = k. För varje i i I definieras en isotypisk komponent (eller homogen komponent) Mi som summan av alla enkla M-delmoduler av motsvarande isomorfityp:
{\displaystyle M_{i}=\sum \limits _{E\in S_{i}}E\ .\,}
Den isotypiska komponenten Mi har egenskapen att varje nollskilt element däri genererar en enkel delmodul av samma isomorfityp:
{\displaystyle x\in M_{i}\setminus \{0\}\implies Ax\in S_{i}\ .\,}
Därför har skärningen mellan två olika isotypiska komponenter inga nollskilda element:
{\displaystyle M_{j}\cap M_{k}=0\ ,} om {\displaystyle j\neq k\ .}
Å andra sidan är ju M summan av sina enkla delmoduler. Alltså är M en (inre) direkt summa av sina isotypiska komponenter:
{\displaystyle M=\bigoplus \limits _{i\in I}M_{i}\ .}

## Halvenkla ringar
En halvenkel ring är en unitär ring som är halvenkel som vänstermodul över sig själv. Detta är ekvivalent med att ringen är halvenkel som högermodul över sig själv, och också med att den är en ändlig direkt produkt av (fulla) matrisringar över skevkroppar (Wedderburns struktursats). Halvenkla ringar har flera viktiga egenskaper, bland annat att varje ensidig modul över en sådan ring är halvenkel. Studiet av halvenkla ringar är viktigt för representationsteorin, därför att varje gruppring k[G] för en ändlig grupp G, vars ordning inte delas av karakteristiken för kroppen k, är halvenkel (Maschkes sats).
Halvenkla ringar är både artinska och noetherska. En ring är halvenkel om och endast om den är artinsk och dess Jacobsonradikal är noll.